# ジャック・ホーナー

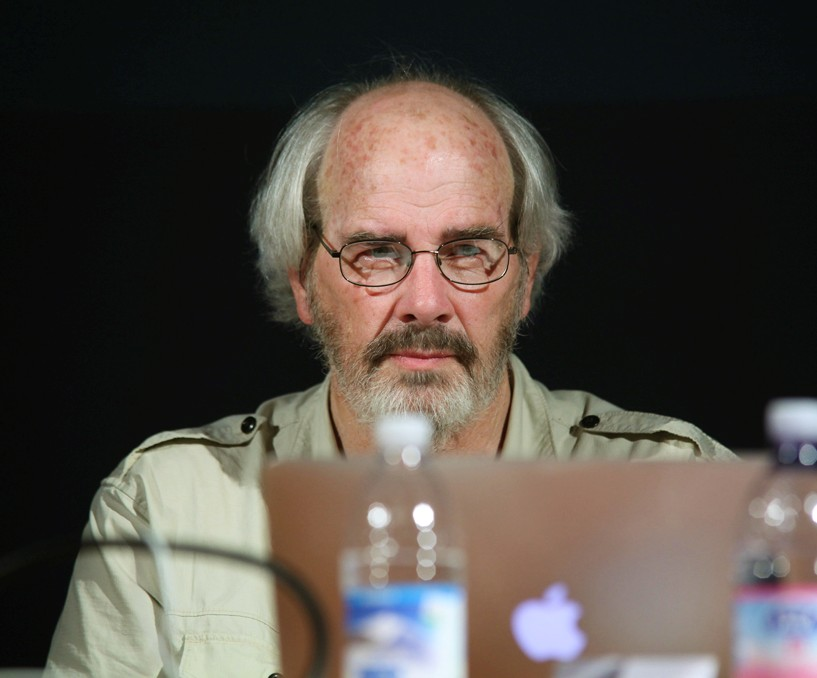
Jack Horner

ジョン（通称ジャック）R.ホーナー（John（"Jack"）  R. Horner　1946年6月15日 - ）はアメリカ合衆国の古生物学者であり、恐竜が子育てをしたという初めての明確な証拠となったマイアサウラの発見、記載者である。アメリカでもっとも有名な古生物学者の一人である。多くの古生物学的発見に加えて、映画版ジュラシック・パークの全作品のテクニカルアドバイザーを務め、それのみならず物語の主人公アラン・グラント博士のモデルでもある。
1970年代半ば、ホーナーはパートナーのボブ・マケラ（Bob Makela）とともに新種の恐竜の集団営巣地を発見した。この恐竜は「よい母親トカゲ」の意味のマイアサウラと命名された。この発見には西半球で初となる恐竜の卵、初の恐竜の胚が含まれ、そして、「ある種の恐竜には社会性があり、巣作りを行い子供の面倒をみていたかどうか」という問題を解決した。この発見により彼の経歴は確立された。ホーナーは他にもいくつかの恐竜の種をまた2つの種が彼にちなんで命名されている（アケロウサウルス　ホルネリ（Achelosaurus horneri）、アナサジサウルス　ホルネリ（Anasazisaurus horneri））。
古生物学界では、ホーナーは恐竜の成長に対する最先端の研究によって最もよく知られている。彼はバークレーの進化生物学者ケヴィン・パディアン、フランスの恐竜組織学者Armand Ricqlesと共同で成長系列を用いた恐竜の成長についての多数の論文を発表している。この成長系列は通常、胎児から成体までの世代の異なる個体から得られサイズごと等級別にしたの脚の骨についてである。彼はまたティラノサウルスはハンターではなくむしろスカベンジャーであるという、かつて論争の火種となった理論を復興させている。ただし、この理論は大衆向けの出版物でよく取り上げられるがホーナー博士自身の主要な研究焦点になったことはなく、この理論について一度たりとも論文を記していない事に留意する必要がある。2000年に、ホーナーのクルーは5対のT.レックスの標本を発見した。またさらに次の夏には3体発見した。このうち1体は「スー」の愛称で呼ばれる標本よりも大きい。継続中の野外調査の結果、ロッキー博物館は世界最大のティラノサウルスコレクションを誇っている。現在、彼は恐竜の発生生物学について研究している。

## 経歴
ホーナーはモンタナ州シェルビーで生まれ育ち、モンタナ大学に7年間在籍し地質学と動物学を専攻した。ベトナム戦争中海兵隊の特殊部隊として2年間兵役に当たった。正式な単位取得前であったが、ホーナーはモンタナのBear Gulch Limestoneの動物群に関する抜群の学位論文を完成させた、ここは世界でもっとも有名なミシシッピ紀の鉱床（あるいは特別な化石保存サイト）である。1986年モンタナ大学はホーナーにHonorary Doctorate of Scienceを授与した。また1986年ホーナーは権威あるMacArthur Fellowshipを授与されている。
ホーナーは100を超える専門の論文、6つの一般書（Dinosaurs Under the Big Sky ([ISBN 0-87842-445-8])を含む）、恐竜についてのノンフィクションブックを出版している。また無数の論文を発表している。また、彼は2005年にT.レックス化石の内部に軟組織の化石を発見している。現在、ホーナーはロッキー博物館の古生物学のキュレーターであり、the Regent’s Professor of Paleontology、かつ国立自然史博物館副館長であり、モンタナ州ボーズマンのモンタナ州立大学でthe Honors Programの教鞭をとっている。近年はグレッグ・エリクソン（Greg Erickson）、スコット・サンプソン（Scott Sampson）、クリスティ・カーリ-・ロジャース（Kristi Curry-Rogers）、デヴィッドJ.バリチェロ（David J. Varricchio）などの新しい世代のけん引役である古生物学者たちに助言を与えている。2006年、ペンシルベニア州立大学はホーナーの業績に対して名誉博士号を授与した。

## その他
- 鳥脚類恐竜オロドロメウス・マケライ（Orodromeus makelai）は旧友ボブ・マケラにちなみ命名された。
- 小説家マイケル・クライトンはホーナーをモデルにジュラシック・パークの登場人物アラン・グラントを執筆した。
- ディスレクシア（読字障害）を抱えており、読解に関しては、現在でも小学校3年生程度の能力しかないという事を公言している。[1]一方でそれを補う形で視覚の認識・イメージ能力に優れ、多くの化石発見や恐竜の生態研究に活かされたとも述べている。